# Dezinsekce
Dezinsekce je označení pro soubor metod a prostředků určených k hubení hmyzu a dalších členovců. Zaměřuje se především na hmyz žijící v blízkosti lidí, někdy se však provádí preventivně v přírodě (např. postřik ploch po povodních k zamezení komáří epidemie). Hmyz a jiní členovci jsou významným přenašečem chorob a způsobují škodu na potravinách, surovinách, výrobcích apod.

## Metody dezinsekce
- mechanická: běžný úklid, likvidace jednotlivých kusů, mechanické lapače
- biologická: využití přirozené mezidruhové predace, navození patologických stavů způsobujících úhyn nebo nedokončení vývoje
- fyzikální: vysoká teplota obecně, sluneční záření, ionizující záření, ostatní záření, ultrazvuk, elektrický proud (pasti)
- chemická: aplikace různých druhů insekticidů